# 伊達宗泰
伊達 宗泰（だて むねやす）は、江戸時代前期の陸奥国仙台藩一門第八席・岩出山伊達家初代当主。官位は従五位下・三河守。

## 生涯
慶長7年（1602年）、仙台藩初代藩主・伊達政宗の四男として伏見屋敷にて誕生した。幼名は愛松丸（よしまつまる）。傅役は山岡重長・安積重遠の2人で、山岡は奉行職との兼任であった。
慶長8年（1603年）8月、青葉城の完成に伴い政宗が岩出山城から居城を移すと、同年11月、愛松丸に岩出山城と知行3000石（家臣の俸禄は本藩からの直接支給）が与えられ、傅役の山岡が城代を務めた。
慶長19年（1614年）2月7日、仙台にて元服し、宗泰と名乗り、寛永2年（1625年）に一門・伊達宗利の長女を正室に迎える。寛永3年（1626年）、弟・宗高と共に江戸へ上る兄・忠宗に随行し、大御所・徳川秀忠と3代将軍・徳川家光に拝謁する。寛永4年（1627年）11月27日、従五位下・三河守に叙任され、同年12月には知行を10670石に加増された。以後、政宗の命により宗泰は居城の岩出山には戻らず、一時帰国の間を除いては江戸に常駐して大名並の勤めを果たすことになる（『伊達世臣家譜』は「五万石の分を以て将軍幕下に仕う」と記す）。これは政宗が仙台藩からの分知によって支藩を立てるのではなく、庶長子・秀宗のように新恩給与によって大名へ取立られることを期待して行わせたもので、政宗は幕府に対し重ね重ね宗泰への新恩拝領を懇請したが、結局は実現しなかった。
寛永15年12月23日（1639年1月26日）江戸にて死去。享年37。嫡男の宗敏が家督を相続した。

## 系譜
- 父：伊達政宗（1567年 - 1636年）
- 母：祥光院（1583年 - 1656年） - 側室。
- 正室：池照院 - 伊達宗利の長女
  - 次男：伊達右京 - 早世
  - 長女：福原資房室
- 側室：瓊林院 - 服部意伯の娘
  - 長男：伊達宗敏（1625年 - 1678年） - 2代当主